# Edith Marion Scales
Edith Marion Scales (1892 – 28 de outubro de 1967) foi uma pintora britânica. Ela nasceu em Newark, em Nottinghamshire, e estudou na Lincoln High School antes de estudar na Nottingham School of Art. Ao longo da sua carreira expôs na Royal Academy de Londres, no Royal Institute of Painters in Water Colors, no Royal Institute of Oil Painters e no Paris Salon. O seu trabalho fez parte do evento de pintura do concurso de arte nos Jogos Olímpicos de Verão de 1948. O Museu de Londres possui exemplares das suas aquarelas.